# Chrosiothes tonala
Chrosiothes tonala är en spindelart som först beskrevs av Claude Lévi 1954.  Chrosiothes tonala ingår i släktet Chrosiothes och familjen klotspindlar. Inga underarter finns listade i Catalogue of Life.